# Razvan-Paul Anghel
Razvan-Paul Anghel (n. 15 noiembrie 1972) este un senator român, ales în 2024 din partea USR. 